# Aleksandar Petrović (basquetbol)
Aleksandar Petrović (Šibenik, Iugoslàvia, actualment Croàcia, 16 de febrer de 1959) és un entrenador i exjugador de bàsquetbol croat. Com a jugador destaca la seva etapa a la Cibona de Zagreb, club amb el qual va guanyar dues Copes d'Europa consecutives, els anys 1985 i 1986, juntament amb l'estrella de l'equip, el seu germà petit Dražen Petrović. Com a entrenador va passar per nombrosos clubs i seleccions, entre ells el Lleida Basquetbol.

## Jugador
El 1982 va guanyar amb la Cibona de Zagreb el seu primer títol europeu, la Recopa d'Europa contra el Reial Madrid (96-95). El 1985, ja amb el seu germà Dražen a l'equip, van conquerir la Copa d'Europa, altre cop derrotant el Reial Madrid (87-78). L'any següent, el 1986, van tornar a aconseguir la màxima competició europea de clubs, en aquest cas contra el Žalgiris Kaunas d'Arvydas Sabonis (84-82). Tanmateix, aquest mateix any el KK Zadar va guanyar la lliga iugoslava i la Cibona va haver de jugar la Recopa la temporada 1986-87, que va aconseguir derrotant l'Scavolini de Pesaro (89-74). Precisament va ser al club de Pesaro on Aleksandar Petrović va jugar la temporada 1987-88, per després retornar a la Cibona.

## Entrenador
Aleksandar Petrović va començar la carrera d'entrenador a la Cibona de Zagreb el 1991, on s'hi va estar fins al 2001, amb el parèntesi de dues temporades, entre el 1995 i el 1997, en què va entrenar el Caja San Fernando de Sevilla. Amb l'equip sevillà va arribar el 1996 a la final dels play-offs de la lliga ACB on va ser superat pel FC Barcelona. Després va entrenar molts altres equips, entre aquests el Caprabo Lleida la segona part de la temporada 2003-04 i la primera part de la següent, en què l'equip, que ara es deia Plus Pujol Lleida, acabaria en darrer lloc a la Lliga ACB, amb només 8 partits guanyats, i perdria la categoria. Amb la Cibona va guanyar tres lligues de Croàcia (1992, 1995 i 1998) i una amb el KK Zadar (2008).
Petrović va ser seleccionador de Croàcia en diverses etapes al llarg de la seva carrera: la primera el 1995, quan va aconseguir la medalla de bronze a l'Eurobasket de Grècia en derrotar en el partit pel tercer lloc els amfitrions (73-68). La segona etapa entre 1999 i 2001, i la tercera els anys 2016 i 2017, en el primer dels quals va aconseguir classificar Croàcia pels Jocs Olímpics de Rio 2016. També va ser seleccionador de Bòsnia i Hercegovina i del Brasil.